# Wilhelm Riehmer
Wilhelm Riehmer (* 1. Juni 1936 in Greifswald) ist ein Brigadegeneral außer Dienst des Heeres der Bundeswehr.

## Leben
Riehmer absolvierte das Abitur am Ostsee-Gymnasium in Timmendorfer Strand und trat am 16. April 1958 beim Panzergrenadierbataillon 22 in Wolfenbüttel in die Bundeswehr ein. Nach der Ausbildung zum Offizier hatte er von 1960 bis 1967 Verwendungen im Panzergrenadierbataillon 43 in Göttingen in den Dienstgraden Leutnant, Oberleutnant und Hauptmann.
Von 1967 bis 1969 absolvierte Riehmer den 8. Generalstabslehrgang Heer an der Führungsakademie der Bundeswehr in Hamburg, wo er zum Offizier im Generalstabsdienst ausgebildet wurde. Anschließend wurde er Generalstabsoffizier für Logistik (G 4) und für Planung, Ausbildung und Organisation (G 3) der Panzerbrigade 33 in Lingen. Von 1972 bis 1975 war er Generalstabsoffizier für Logistik (G 4) im Hauptquartier Allied Forces Central Europe (AFCENT) der NATO in Brunssum in den Niederlanden, von 1975 bis 1997 Generalstabsoffizier für Übungen (G 3) im Hauptquartier der Alliierten Landstreitkräfte Schleswig-Holstein und Jütland (LANDJUT) in Rendsburg, von 1977 bis 1980 Generalstabsoffizier für Planung, Ausbildung und Organisation (G 3) der 11. Panzergrenadierdivision in der Clausewitz-Kaserne in Oldenburg, von 1980 bis 1992 stellvertretender Brigadekommandeur der Panzergrenadierbrigade 31 in Oldenburg und von 1982 bis 1985 Referatsleiter im Führungsstab des Heeres im Bundesministerium der Verteidigung in Bonn.
Von Oktober 1985 bis Mai 1991 war Riehmer Brigadekommandeur der Heimatschutzbrigade 52 in Lingen und zuletzt ab 1991 stellvertretender Divisionskommandeur und Kommandeur Divisionstruppen der 11. Panzergrenadierdivision in Oldenburg. Mit Ablauf des September 1994 wurde er in den Ruhestand versetzt.
Riehmer ist evangelisch, verheiratet und hat einen Sohn sowie eine Tochter.

## Auszeichnungen
- Verdienstkreuz am Bande des Verdienstordens der Bundesrepublik Deutschland (1992)[2]